# Citalopram
Citaloprám je antidepresiv iz skupine selektivnih zaviralcev ponovnega privzema serotonina. V Sloveniji je na tržišču pod zaščitenimi imeni Cipramil, Citalon, Oropram ...
Uporablja se za zdravljenje depresije, panične motnje in obsesivno-kompulzivne motnje.

## Klinična uporaba
Citalopram se uporablja za zdravljenje:
- depresije ter preprečevanje njenega poslabšanja in ponovitve,
- panične motnje z ali brez agorafobije,
- obsesivno-kompulzivne motnje.

### Depresija
Metaanaliza raziskav je po učinkovitosti pri depresiji citalopram med antidepresivi uvrstila na 5. mesto, za mirtazapinom, escitalopramom, venlafaksinom in sertralinom. Druga analiza istega avtorja je pokazala, da je citalopram učinkovitejši od paroksetina in reboksetina ter da ga bolniki bolje prenašajo kot triciklične antidepresive, reboksetin in venlafaksin, po drugi strani se pa je izkazal za manj učinkovitega od escitaloprama.
Dokazi o učinkovitosti citaloprama pri zdravljenju depresije pri otrocih so nejasni.

### Panična motnja
Citalopram je v evropskih državah odobren tudi za zdravljenje panične motnje z agorafobijo ali brez nje. Priporočeni odmerek za zdravljenje panične motnje je 10 mg na dan v prvem tednu zdravljenje, nato pa povečanje odmerka na 20 do 30 mg dnevno oziroma glede na odziv zdravljenja največ na 40 mg dnevno.

### Nenamenska uporaba
Citalopram se po svetu pogosto uporablja nenamensko tudi pri drugih indikacijah, in sicer pri tesnobnosti, distimiji (čustveni razbranosti), predmenstruacijskem sindromu in dismorfofobiji.

## Neželeni učinki
Pogost neželeni učinek selektivnih zaviralcev ponovnega privzema serotonina je spolna disfunkcija, in sicer se lahko pojavljajo težave pri spolnem vzburjanju, zmanjšanje želje po spolnosti ter oteženo doseganje orgazma.  Vendar je neka študija tudi pokazala, da če bolnik, ki prejema citalopram, doseže remisijo depresivne motnje, se njegova kakovost življenja in zadovoljstvo s spolnostjo izboljšata kljub neželenim učinkom, ki vplivajo na spolnost.
Teoretično lahko citalopram povzroči tudi neželene učinke zaradi povečanja serotonina v drugih delih telesa poleg osrednjega živčevja, na primer v črevesju. Zaradi povečane koncentracije serotonina v osrednjem živčevju se zmanjša sproščanje dopamina, kar naj bi povzročilo določene neželene učinke, kot sta apatičnost in čustvena otopelost. Citalopram izkazuje tudi blage antihistaminične blago sedacijo.:104
Med pogostimi neželenimi učinki se pojavljajo tudi dremavost, nespečnost, slabost, spremembe v telesni teži (zlasti njeno povečanje), povečan tek, žive sanje, pogosto uriniranje, suha usta, povečano potenje, tresavico, drisko, čezmerno zehanje in utrujenost. Redkeje povzroča bruhanje, srčne aritmije, spremembe v krvnem tlaku, razširjene zenice, tesnobnost, hitre spremembe razpoloženja, glavobol, nehoteno škrtanje z zobmi (bruksizem)  in omotico. Med redke neželene učinke spadajo krči, halucinacija|halucinacije, hude alergijske reakcije in fotosenzitivnost. If sedation occurs, the dose may be taken at bedtime rather than in the morning. Some data suggest citalopram may cause nightmares.
Ob prenehanju zdravljenja, še zlasti če je to nenadno, se pogosto pojavijo odtegnitveni simptomi. V kliničnem preskušanju preprečevanja ponovitve bolezni so se neželeni učinki ob prenehanju zdravljenja s citalopramom pojavili pri 40 % bolnikov. Ti simptomi se sami omejijo in običajno izginejo v dveh tednih, pri nekaterih posameznikih lahko trajajo dlje časa, tudi več mesecev. Ob prenehanju zdravljenja je zatorej priporočljivo postopno nižanje odmerka v obdobju več tednov ali mesecev.